# Ménessaire
Ménessaire is een gemeente in het Franse departement Côte-d'Or (regio Bourgogne-Franche-Comté) en telt 68 inwoners (2009). De plaats maakt deel uit van het arrondissement Beaune.

## Geografie
De oppervlakte van Ménessaire bedraagt 16,0 km², de bevolkingsdichtheid is dus 4,3 inwoners per km².
De onderstaande kaart toont de ligging van Ménessaire met de belangrijkste infrastructuur en aangrenzende gemeenten.

## Demografie
Onderstaande figuur toont het verloop van het inwonertal (bron: INSEE-tellingen).